# Rođena si samo za mene
Rođena si samo za mene – tytuł szóstego albumu Hari Mata Hari. Został nagrany i wydany w 1992 roku.

## Tytuły piosenek
1. "Otkad tebe nema"
2. "Nije za te bekrija"
3. "Ja ne pijem"
4. "Zbog tebe"
5. "Nije zima što je zima"
6. "Sedam rana"
7. "Znam priču o sreći"
8. "Rođena si samo za mene"

## Członkowie zespołu

### Hari Mata Hari
- Hajrudin Varešanović - wokal
- Izo Kolećić - perkusja
- Karlo Martinović - gitara solo
- Nihad Voloder - gitara basowa